# Pago pago
VII — седьмой номерной альбом венгерской поп-группы «Neoton Familia», записанный в 1983 году на лейбле "Pepita". Он создавался перед грандиозным турне группы по странам Латинской Америки, поэтому заглавная композиция «Pago Pago» имеет латиноамериканскую окраску, и в некоторых странах этот диск-гигант так и назывался «Pago Pago». В годовом хит-параде "Slágerlistá '83 TOP10" альбом был № 3. Поскольку Ива Паль покинула группу 7 января 1983 года, бэк-вокалистками в турне и на альбоме выступили Эржебет Лукач (Lukács Erzsébet) и Янула Стефаниду (Stefanidu Janula).

## Список композиций
1. Pago Pago (Плати плати) — 4:32 

2. Holnap hajnalig (Завтра до рассвета) — 4:30 

3. Margaréta (Маргарита) — 3:40 

4. A Tigris (Тигр) — 3:55 

5. Egy kis nyugalmat (Немного спокойствия) — 3:27 

6. Mamma Mia (Мама-миа) — 3:40 

7. Hátizsák-dal (Походная песня) — 3:39 

8. Halló, Mr Yutani (Здравствуйте, мистер Ютани) — 4:11 

9. Szeretek ugrálni (Мне нравится прыгать) — 3:46 

10. Szalad a lány (Сбежавшая девушка) — 3:50
Композиция «Egy kis nygalmaut» была венгерским кавером песни немецкой певицы Nicole «Ain bisschen frieden», которая заняла 1-е место на Евровидении в 1982 году. Композиция «Szeretek ugrálni» была выпущена в Венгрии в качестве сингла и получила золото по результатам продаж. Ещё один сингл «Sandokan», не вошедший в альбом, установил в 1983 году рекорд Венгрии по объёмам продаж синглов (более 400 тысяч копий), который не побит до сих пор. В венгерском хит-параде за весь год "Slágerlistá'83" композиция «Sandokan» была № 1, «Holnap hajnalig» № 7, «Pago Pago» № 13 и «Egy kis nyugalmat» № 17.

## Альбом «Jumpy Dance»
В Португалии, Японии и Корее была выпущена англоязычная версия альбома «Pago Pago» — «Jumpy Dance». Синглом с альбома вышла композиция «Time Goes By», с которой группа одержала победу на Международном Музыкальном Фестивале Yamaha в Токио.

## Список композиций
1. Pago Pago (Pago Pago) 

2. Time goes by (Holnap hajnalig) 

3. Pinny Winnie (Margaréta) 

4. Dancing girl (A Tigris) 

5. A little peace (Egy kis nyugalmat) 

6. Mamma mia (Mamma Mia) 

7. Put in a dance (Hátizsák-dal) 

8. Hello Mr. Yutani (Halló, Mr Yutani) 

9. Jumpy dance (Szeretek ugrálni) 

10. Living a life of a king (Szalad a lány)